# Josep Sazatornil i Buendía
Josep Sazatornil i Buendía, conegut també amb el sobrenom de Saza (Barcelona, 13 d'agost de 1925 - Madrid, 23 de juliol de 2015), fou un actor català de teatre i cinema, establert a Madrid, on va fer pràcticament tota la carrera artística.

## Filmografia

### Cinema
| - 1953: Fantasía española, de Javier Setó - 1954: Los gamberros, de Juan Lladó - 1955: Al fin solos, de José María Elorrieta - 1955: Los agentes del quinto grupo, de Ricardo Gascón - 1955: Good Bye, Sevilla, d'Ignasi Ferrés i Iquino - 1955: El golfo que vio una estrella, d'Ignasi Ferrés i Iquino - 1956: El ojo de cristal, d'Antonio Santillán - 1956: La pecadora, d'Ignasi Ferrés i Iquino - 1956: El difunto es un vivo, de Juan Lladó - 1956: Hospital de urgencia, d'Antonio Santillán - 1957: Mañana, de José María Nunes - 1957: Sueños de historia, de José H. Gan - 1957: Sitiados en la ciudad, de Miguel Lluch - 1957: Pasaje a Venezuela, de Rafael J. Salvia - 1961: El amor empieza en sábado, de Victorio Aguado - 1963: El verdugo, de Luis García Berlanga - 1964: El rapto de T. T., de José Luis Viloria - 1966: Una señora estupenda, d'Eugenio Martín - 1966: La ciudad no es para mí, de Pedro Lazaga - 1966: Las viudas, de Julio Coll, José María Forqué i Pedro Lazaga - 1966: Fray torero, de José Luis Sáenz de Heredia - 1967: Un millón en la basura, de José María Forqué - 1967: ¿Qué hacemos con los hijos?, de Pedro Lazaga - 1967: Los celos y el duende, de Silvio F. Balbuena - 1967: Las que tienen que servir, de José María Forqué - 1967: Amor en el aire, de Luis César Amadori - 1968: La vil seducción, de José María Forqué - 1968: Las secretarias, de Pedro Lazaga - 1968: Solos los dos, de Luis Lucia - 1968: Los que tocan el piano, de Javier Aguirre - 1968: El marino de los puños de oro, de Rafael Gil - 1969: Verano 70, de Pedro Lazaga - 1969: Una vez al año ser hippy no hace daño, de Javier Aguirre - 1969: Sangre en el ruedo, de Rafael Gil - 1969: Carola de día, Carola de noche, de Jaime de Armiñán - 1969: Amor a todo gas, de Ramón Torrado - 1969: Juicio de faldas, de José Luis Sáenz de Heredia - 1969: Las leandras, d'Eugenio Martín - 1970: Topical Spanish, de Ramon Masats - 1970: El mesón del gitano, d'Antonio Román - 1970: Coqueluche, de Germán Lorente - 1970: El astronauta, de Javier Aguirre - 1971: La novicia rebelde, de Luis Lucia - 1971: Si Fulano fuese Mengano, de Mariano Ozores - 1971: Cómo casarse en siete días, de Fernando Fernán Gómez - 1971: A mí las mujeres ni fu ni fa, de Mariano Ozores - 1971: Los gallos de la madrugada, de José Luis Sáenz de Heredia - 1972: Venta por pisos, de Mariano Ozores - 1973: Una monja y un Don Juan, de Mariano Ozores - 1973: La llamaban la Madrina, de Mariano Ozores - 1973: Las señoritas de mala compañía, de José Antonio Nieves Conde - 1973: Las tres perfectas casadas, de Benito Alazraki | - 1973: ¡Qué cosas tiene el amor!, de Germán Lorente - 1973: Me has hecho perder el juicio, de Juan de Orduña - 1973: Celos, amor y Mercado Común, d'Alfonso Paso - 1974: El insólito embarazo de los Martínez, de Javier Aguirre - 1974: Mi hijo no es lo que parece, d'Angelino Fons - 1974: Las correrías del vizconde Arnau, de Joaquín Coll Espona - 1975: Ligeramente viudas, de Javier Aguirre - 1975: Strip-tease a la inglesa, de José Luis Madrid - 1975: El último tango en Madrid, de José Luis Madrid - 1975: El love feroz o Cuando los hijos juegan al amor, de José Luis García Sánchez - 1976: El fin de la inocencia, de José Ramón Larraz - 1976: La zorrita en bikini, d'Ignasi Ferrés i Iquino - 1976: Colorín, colorado, de José Luis García Sánchez - 1977: Cuentos de las sábanas blancas, de Mariano Ozores - 1978: Préstamela esta noche, de Tulio Demicheli - 1978: L'escopeta nacional, de Luis García Berlanga - 1979: Cinco tenedores, de Fernando Fernán Gómez - 1979: El periscopio, de José Ramón Larraz - 1980: Operación Comando, de Julio Saraceni - 1981: Rocky Carambola, de Javier Aguirre - 1982: Huevos revueltos, d'Enrique Jiménez Pereira - 1982: Si las mujeres mandaran (o mandasen), de José María Palacio - 1982: La vendedora de ropa interior, de Germán Lorente - 1982: El hijo del cura, de Mariano Ozores - 1982: La colmena, de Mario Camus - 1983: La avispita Ruinasa, de José Luis Merino - 1983: El fascista, doña Pura y el follón de la escultura, de Joaquín Coll Espona - 1984: Operación Mantis, de Paul Naschy - 1984: Playboy en paro, de Tomás Aznar - 1984: Dos mejor que uno, d'Ángel Llorente - 1984: Cinco minutos nada menos, de Fernando García de la Vega - 1985: El donante, de Ramón Fernández - 1985: Una y sonada, de Gabriel Iglesias - 1986: El año de las luces, de Fernando Trueba - 1987: El pecador impecable, d'Augusto Martínez Torres - 1988: La venganza de don Mendo, de Gustavo Pérez Puig - 1988: Espérame en el cielo, d'Antonio Mercero - 1989: Amanece, que no es poco, de José Luis Cuerda - 1990: Ovejas negras, de José María Carreño - 1990: Don Juan, mi querido fantasma, d'Antonio Mercero - 1991: Ho sap el ministre?, de Josep Maria Forn - 1991: Un submarí a les estovalles, d'Ignasi P. Ferré - 1993: Pelotazo nacional, de Mariano Ozores - 1993: Tretas de mujer, de Rafael Monleón - 1993: Todos a la cárcel, de Luis García Berlanga - 1994: La vida siempre es corta, de Miguel Albaladejo - 1994: Historias de la puta mili, de Manuel Esteban - 1994: El cianuro, ¿solo o con leche?, de José Miguel Ganga - 1996: Adiós, tiburón, de Carlos Suárez - 1998: Una pareja perfecta, de Francesc Betriu - 1998: Mátame mucho, de José Ángel Bohollo - 2003: Hotel Danubio, d'Antonio Giménez Rico - 2005: Capitán España, de José Ramón Martínez y Jaime Noguera - 2006: Vete de mí, de Víctor García León |

### Televisió
- 1966: Tiempo y hora
- 1974: Los maniáticos
- 1983-1984: El jardín de Venus
- 1984: Cinco minutos nada menos
- 1990: Tot un senyor
- 1991: Tercera planta, inspección fiscal
- 1993: Función de tarde

### Teatre
- 1954: Que demonio de ángel! d'Adolfo Torrado. Teatre Talia (Barcelona)

## Premis i nominacions
| Any  | Premi                                             | Categoria              | Títol                | Resultat  |
| ---- | ------------------------------------------------- | ---------------------- | -------------------- | --------- |
| 1988 | Premis Goya                                       | Millor actor secundari | Espérame en el cielo | Guanyador |
| 1990 | TP d'Or, Espanya                                  | Millor actor català    | Tot un senyor        | Guanyador |
| 1994 | Premi Cercle d'Escriptors Cinematogràfics,Espanya | Millor actor           | Todos a la cárcel    | Guanyador |
| 2009 | Fotogramas de Plata                               | Premi especial         |                      | Guanyador |
| 2013 | Premi Cercle d'Escriptors Cinematogràfics,Espanya | Premio d'Honor         |                      | Guanyador |

Altres
- Minerva de Plata, del Cercle de Belles Arts de Madrid, per la seva participació en la comèdia" Auto de la compadecida"
- Premi d'Interpretació ciutat de Benalmádena (2003)
- Premi de la Fundació AISGE en el marc del Festival de Cinema de Sitges (2004)[4]
- IX Premi de Teatre José Isbert, de la Asociación Española de Amigos del Teatro (2005)[5]
- Se li lliura la clau de la ciutat de Granada (2006)